# Grammothele lineata
Grammothele lineata är en svampart som beskrevs av Berk. & M.A. Curtis 1868. Grammothele lineata ingår i släktet Grammothele och familjen Polyporaceae.   Inga underarter finns listade i Catalogue of Life.